# Železniční stanice Bejt Jehošua
Železniční stanice Bejt Jehošua (hebrejsky: תחנת הרכבת בית יהושע‎, Tachanat ha-rakevet Bejt Jehošua) je železniční stanice na pobřežní železniční trati v Izraeli.
Leží v centrální části Izraele, v zemědělsky využívané pobřežní planině, necelé 3 kilometry od břehu Středozemního moře v nadmořské výšce okolo 20 metrů. Je situována na západní okraj vesnice Bejt Jehošua. Jde o zemědělskou ale hustě osídlenou krajinu, do které navíc od severu zasahuje okraj města Netanja. V okolí stanice leží vesnice jako Tel Jicchak nebo Kfar Netter a cca 3 kilometry na severovýchodě i město Even Jehuda. Stanice leží v ulici Sapir. Západně od stanice probíhá lokální silnice 553, která pak severozápadně odtud ústí do pobřežní dálnice číslo 2.
Železniční trať byla v tomto úseku postavena až počátkem 50. let 20. století jako nová příbřežní trasa spojující Haifu a Tel Aviv. Nahradila tak dosavadní východněji ležící spojení (východní železniční trať), na kterou vlaky z Haify uhýbaly severně od města Chadera. Teprve pak mohla v Bejt Jehošua vzniknout železniční stanice. Od roku 1993 jsou zde v provozu linky příměstských zastávkových vlaků mezi Netanjou a Tel Avivem. Stanice není obsluhována autobusovými linkami společnosti Egged, ale konkurenční firmou Nateev. K dispozici jsou parkovací místa pro automobily, prodejní stánky, automaty na nápoje a veřejný telefon.